# 살쾡이파업
살쾡이파업(wildcat strike)은 노동조합의 허가 없이 노동자들의 일부가 비공인 파업을 하는 것이다. 살쾡이 파업은 1968년 프랑스의 5월 혁명에서 주로 사용된 투쟁 방식이다.

## 나라별

### 미국
1935년부터 살쾡이 파업은 미국에서 불법이다.
1932년 미국의 노리스-라구아디아 법(Norris-La Guardia Act)에는 노동계약 상의 노동조합 가입 금지 조항은 강제할 수 없다고 적혀있는데, 이를 통해 노동자들은 노동환경과 관계 없이 노동조합을 조직할 수 있게 되었다. 노동조합은 사용자의 양보를 요구하며 공동으로 파업할 권리가 있었다. 1935년 국가노동관계법(National Labor Relations Act, NLRA)에 따라 연방법원은 살쾡이 파업이 불법이며 여기에 참여하는 근로자는 사용자의 재량에 따라 해고할 수 있다고 판결했다.
하지만 노동자들은 만약 노동조합이 그들의 권익을 제대로 대변하지 못한다고 생각하면 국가노동관계위원회(National Labor Relations Board)에 노동조합과 노동자들의 관계를 종료하도록 요청할 수 있다. 이 시점에서 행해진 파업들 역시 살쾡이파업이라고 칭해질 수 있으나, 이들의 파업은 불법으로 취급되지 않는다.

### 한국
한국 역시 살쾡이 파업은 노동조합 및 노동관계조정법 제37조 제2항의 명문의 규정으로 금지규정을 두고 있다.
판례 역시 현행법상 적어도 노동조합이 결성된 사업장에 있어서의 쟁의행위가 노조법 제4조 소정의 형사상 책임이 면제되는 정당행위가 되기 위해서는 반드시 그 쟁의행위의 주체가 단체교섭이나 단체협약을 체결할 능력이 있을 노동조합일 것을 요구하고, 일부 조합원의 집단이 노동조합의 승인 없이 쟁의행위를 하는 경우에 형사상 책임이 면제되지 않는다며 살쾡이 파업을 금지하고 있다.(95도1016)

## 유명한 살쾡이 파업
- 풀먼 파업(일리노이, 1894)
- 빅토리아 경찰 파업(호주, 1923)

## 같이 보기
- 검은 고양이